# لويد فرنسيس
لويد فرنسيس هو دبلوماسي وسياسي كندي، ولد في 19 مارس 1920 في أوتاوا في كندا، وتوفي في 20 يناير 2007 بسبب سرطان المعدة. حزبياً، نشط في الحزب الليبرالي الكندي. وقد انتخب عضو مجلس العموم الكندي.